# Aspekt (filozofia)
Aspekt – pojęcie filozoficzne. Aspekt rozumiany jest w filozofii:
- przedmiotowo – jako cecha, własność, atrybut, część przedmiotu, który jest poznawany
- podmiotowo – punkt widzenia, z którego ujmuje się dany przedmiot; może być też rozumiany szerzej w odniesieniu do kontekstu poznawczego, aspekt poznawczy